# Leucostoma
Leucostoma is een geslacht van vliegen (Brachycera) uit de familie van de sluipvliegen (Tachinidae). De wetenschappelijke naam van het geslacht is voor het eerst geldig gepubliceerd in 1803 door Meigen.

## Soorten
- L. abbreviatum Herting, 1971
- L. acirostre Reinhard, 1956
- L. anthracinum (Meigen, 1824)
- L. aterrimum (Villers, 1789)
- L. crassum Kugler, 1966
- L. dapsilis (Reinhard, 1956)
- L. edentatum Kugler, 1978
- L. effrenatum Reinhard, 1956
- L. engeddense Kugler, 1966
- L. gravipes Wulp, 1890
- L. meridianum (Rondani, 1868)
- L. nudifacies Tschorsnig, 1991
- L. obsidianum (Wiedemann, 1830)
- L. perrarum Reinhard, 1956
- L. politifrons Reinhard, 1974
- L. semibarbatum Tschorsnig, 1991
- L. simplex (Fallen, 1820)
- L. tetraptera (Meigen, 1824)
- L. turonicum Dupuis, 1964
- L. vapulare Reinhard, 1956